# Półbóg

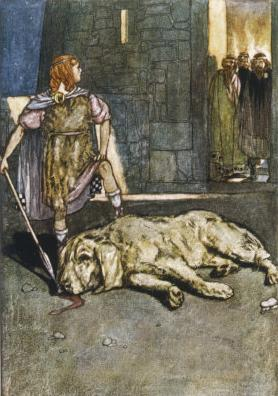
Cuchulain zabija psa Culanna, ilustracja autorstwa Stephena Reida z książki Eleanor Hull, The Boys' Cuchulain, 1904

Półbóg – postać obdarzona szczególnymi mocami, zrodzona ze związku bogów z istotami niższymi (w tym także z ludźmi – p. herosi) lub poprzez innego rodzaju ingerencję boską.

## Etymologia
Słowo półbóg wywodzi się od łacińskiego słowa semideus, które zostało utworzone przez rzymskiego poetę Owidiusza w związku z określeniem mniej ważnych bóstw, takich jak driady.

## Okres klasyczny
W starożytnym Rzymie i Grecji, słowo to nie posiadało dokładnej definicji oraz było rzadko używane. Najwcześniejsze użycie tego terminu pochodzi z twórczości greckich poetów okresu archaicznego – Homera i Hezjoda. Oboje opisują umarłych herosów jako hemitheoi lub półbogów, wyraz ten nie oznacza, że postacie te miały jako jednego z rodziców boga lub śmiertelnika. Zamiast tego, ci którzy byli silni, mężni, ich rodziny i zachowanie było dobre byli określani herosami, a po śmierci mogli uzyskać tytuł hemitheoi w procesie, który mógłby zostać nazwany heroizacją. Pindar także używał bardzo często tego sformułowania jako synonimu herosa.
Jak podaje rzymski pisarz Kasjusz Dion, Juliusz Cezar został włączony w poczet półbogów przez Senat rzymski po zwycięstwie w bitwie pod Tapsus. Jednakże Kasjusz Dion pisał w trzecim wieku n.e. – kilkaset lat po śmierci Juliusza Cezara, przez co współcześni komentatorzy jego dzieł podają w wątpliwość, aby rzymski Senat podjął taką uchwałę.
Pierwszym Rzymianinem używającym pojęcia półboga mógł być poeta Owidiusz używając słowa semideus kilka razy w odniesieniu do mniej ważnych bóstw. Poeta rzymski, Lukan także używa tego pojęcia w odniesieniu do Pompejusza, który został ubóstwiony po swojej śmierci. Pod koniec ery antycznej, rzymski pisarz Marcjanus Kapella zaproponował następującą hierarchię bóstw: bogowie właściwi lub główne bóstwa; geniusze lub dajmony; półbogowie lub semones, które zamieszkują wyższe piętra atmosfery; many oraz duchy bohaterów, zamieszkujące niższe piętra atmosfery i zamieszkujący ziemię bożkowie – faunowie i satyrowie.

## Nowoczesność
Pojęcie półboga pojawiło się w kulturze europejskiej (anglojęzycznej) w późnych latach XVI wieku i początkowych latach XVII wieku, kiedy to zostało użyte do przedstawienia greckich i rzymskich koncepcji odnoszących się do pomniejszych bóstw (semideus i dajmon). Od tamtej pory, pojęcie to było często używane jako przenośnia do określania ludzi o nad przeciętnych zdolnościach. John Milton stwierdza w Raju utraconym, że anioły to półbogowie.
Półbogowie są ważnymi postaciami w serii książek Ricka Riordana, gdzie wielu bohaterów, włączając w to głównego bohatera Percy Jacksona, jest półbogami. W twórczości Riordana, półbóg jest zdefiniowany jako osobnik posiadający jednego ludzkiego i jednego boskiego rodzica.

## Hinduizm
W hinduizmie, pojęcie półboga jest używane w związku z bóstwami, które będąc ludźmi stały się później dewa (bogami). W tradycji wedyjskiej czci się jako półbogów także zwierzęce bóstwa takie jak, Hanuman, Nandi, który jest boskim środkiem lokomocji, w postaci byka, boga Śiwy oraz Garuda, jako boski wierzchowiec boga Wisznu. Przykładem półbogów wielbionych w południowych Indiach są Madurai Veeran i Karuppu Sami.
Bohaterowie hinduskiej epopei Mahabharata, pięciu braci Pandawów, również pasują do zachodniej definicji półboga, chociaż nie do końca są jako tacy przedstawiani w hinduizmie. Królowa Kunti, żona króla Pandu, otrzymała błogosławieństwo (mantrę) od mędrca Durwasy, który przewidział iż nie będzie mogła mieć dzieci ze swoim mężem, pozwalające jej na spłodzenie dzieci z wybranym przez siebie półbogiem. Tak też się stało, gdyż Pandu tuż po ślubie z Kunti i Madri został obłożony klątwą, przez którą nie mógł mieć dzieci. Przebywając z żonami w lesie, na dobrowolnym wygnaniu, poprosił Kunti o przywołanie trójki półbogów, aby w ten sposób dała mu potomstwo. Pierwszym dzieckiem urodzonym przez Kunti był Yudhishthira spłodzony przez Dharmę – półboga religii, drugi Bhima spłodzony przez Vayu, półboga wiatru. Po roku wyrzeczenia na prośbę Pandu, Kunti przywołała Indrę, króla niebios. Z tego związku narodził się Arjuna. Niedługo potem, przy pomocy błogosławieństwa Kunti, młodsza żona Pandu – Madri połączyła się z Aśvini Kumarami urodziła dwójkę bliźniąt – Nakulę i Sahadevę. Bhishma jest kolejną postacią, która pasuje do zachodniej definicji półboga, w związku z tym iż był synem króla Shantanu i bogini o imieniu Ganga.
Wisznuici, którzy często tłumaczą termin deva jako półbóg cytują różne wersety, które mówią o podrzędnym statusie tych bytów. Na przykład, Rygweda (1.22.20) zawiera takie stwierdzenie, "oṃ tad viṣṇoḥ paramam padam sadā paśyanti sūrayaḥ", które można przetłumaczyć jako "Wszystkie sury (inne określenie dewów) zawsze szukają stóp Pana Wisznu". Podobnie w hymnie Wisznu Sahasranama, końcowe wersety mówią o Riszis (wspaniałych mędrcach), przodkach, dewach, wielkich elementach, faktycznie, wszystkich rzeczach tworzących ten wszechświat, wywodząc je z Narayana (tj. Wisznu). W związku z tym dewy są określone jako podlegające Wisznu lub Narajanie.
A.C. Bhaktiwedanta Swami Prabhupada, założyciel Międzynarodowego Stowarzyszenia Świadomości Kryszny (ISKCON) tłumaczy sanskryckie słowo "deva" jako "półbóg" w swoich pismach tam gdzie termin ten jest użyty w stosunku do boga innego niż Bóg Najwyższy. Wynika to stąd, że tradycja Stowarzyszenia naucza, że jest tylko jeden Bóg Najwyższy a pozostałe bóstwa są jego sługami. Starając się podkreślić ich służebny charakter Prabhupada używa słowa półbóg jako tłumaczenie słowa deva. Jednakże, w 11 rozdziale Bhagawadgity co najmniej trzy razy występuje słowo deva w odniesieniu do Pana Kriszny i słowo to tłumaczone jest jako Pan. Słowo deva może zostać użyte w odniesieniu do Boga Najwyższego, niebiańskich istot  oraz świętych dusz w zależności od kontekstu. Słowo to jest paralelą słowa Bhagavan, które jest także tłumaczone w zależności od kontekstu w jakim zostało użyte.